# Станіслав Потоцький (1776-1830)
Станіслав Флоріан із Золотого Потоку Потоцький (пол. Stanisław Potocki; 1776, м. Монастириська — 30 листопада 1830, м. Варшава) — генерал піхоти війська Польського, сенатор-воєвода Королівства Польського. Внук львівського каштеляна Юзефа Потоцького.

## Життєпис
Син галицького та чорштинського старости Юзефа Макарія Потоцького та його дружини Людвіки з князів Любомірских (донька київського воєводи Станіслава Любомирського).
12 липня 1789 року почав службу в коронній артилерії. 20 січня 1790 р. став штук-юнкером, 26 січня 1790 р. отримав номінацію[джерело?] на підпоручника. Під час війни з Росією перебував у складі відділу генерала Арнольда Бичевского (не брав участі в бойових діях). 9 червня 1792 р. авансував на поручника. Через скорочення війська знову став підпоручником. 2 березня 1794 р. за участь у конспіраційній присязі за інформацією Й. А. Іґельстрьома був арештований у селі Фаленти під Варшавою; звільнений 18 квітня. Наступного дня зголосився брати участь у повстанні; був ад'ютантом генерала Станіслава Мокроновского. 18 квітня став штабс-капітаном у корпусі коронної артилерії, 10 червня 1794 р. став капітаном. Брав участь в облозі Варшави (13 липня — 6 вересня 1794 р.), битві під Крупчицями (16 вересня), штурмі Праги (4 листопада). Після поразки через Дрезден добрався до Італії, звідки скоро через Відень повернувся до Галичини, осів у Монастириську. Невдовзі перебрався до Варшави, став одним з найближчих «домівників» князя Юзефа Понятовского. Був членом масонської ложі «Святиня мудрості».
Після вторгнення Наполеона І до Польщі вступив до Війська Польського, яке формувалось, 9 грудня 1806 р. у званні полковника. Брав участь у багатьох битвах наполеонівських воєн. Залишився у евакуйованій Варшаві в 1813 р., в лютому потрапив до російського полону, був звільнений 1814 р. Став генералом бригади (1-а бригада 1-ї дивізії) формованої армії Королівства Польського 20 січня 1815 р. 17 жовтня 1816 р. отримав орден св. Володимира 3 класу, 26 березня 1818 р. орден св. Станіслава 2 кл., після відставки Юзефа Хлопіцкого 28 жовтня 1818 р. став командиром 1-ї дивізії піхоти. 18 жовтня 1820 р. отримав орден св. Анни 1 кл. 24 вересня 1826 р. став генерал-ад'ютантом Ніколая І (при збереженні командування 1-ю дивізією). Брав участь у коронації Ніколая І у Варшаві 24 травня 1829 р., цього дня став генералом піхоти. 6 червня став сенатором-воєводою, 4 липня отримав право носити велику стрічку ордену Червоного орла 1 класу, наданого королем Прусії під час перебування в Берліні, куди був висланий як посол після коронації царя. 5 липня 1830 р. отримав орден Олександра Невского.
Під час листопадового повстання 1830 р. йому пропонували взяти в ньому участь, деякі (зокрема, Пйотр Висоцкі) — навіть очолити. Але його дії ослабили сили повстанців у ніч на 29 листопада приблизно на 1000 людей. Активно протидіяв повстанцям після здобуття Арсеналу. За наявними даними, в нього потрапило шість куль (або від гренадерів 3-го полку піхоти, або від цивільних повстанців).
Помер через кільканадцять годин після поранення підпоручником саперів Францішеком Мальчевским (за версією Г. Ґолеєвского) у блакитному палаці Замойських у Варшаві. Похований на Повонзковському цвинтарі у Варшаві.
14 квітня 1814 в Бучачі ксьондз-канонік, родич — дідич міста Каєтан Потоцький — заповів йому 100000 злотих. У заповіті назвав його «синівцем».
Був одружений з Юзефою Соллогуб (розлучилися, померла 1844), син — Леон. Друга дружина — Маріанна Ґурска, донька — Людвіка (1815—1844), дружина Конрада Валєвского.